# Kengetal (MKBA)
Binnen de maatschappelijke kosten-batenanalyse is een kengetal een ervaringscijfer, gebaseerd op metingen uit het verleden.

## Gebruik
Omdat elke baat in een maatschappelijke kosten-batenanalyse (MKBA) berekend wordt door een hoeveelheid met een prijs te vermenigvuldigen, zijn getallen nodig voor de hoeveelheid en het prijskaartje. Bijvoorbeeld: een baat van het natuurtype riet is 'schoon water door nutrientenzuivering'; de hoeveelheid bestaat uit het aantal kilogram nitraat dat een hectare riet per jaar kan zuiveren en het prijskaartje weerspiegelt de kosten die in de waterzuivering gemaakt worden om een kilogram nitraat uit het water te verwijderen.
Voor de hoeveelheden en de prijskaartjes worden ervaringscijfers, zogenaamde kengetallen gehanteerd. Dit heeft verschillende redenen. Een MKBA is een ex-ante-studie, een inschatting van de gevolgen in de toekomst. Dit is dus nog niet te meten. Men zal dus altijd gebruik moeten maken van metingen uit het verleden. Daarnaast zou het uitvoeren van een nieuwe meting veel tijd en geld kosten, terwijl in veel gevallen een vergelijkbare meting al uitgevoerd is. Het beschikbaar hebben van kengetallen is dus van belang, want wanneer ze ontbreken kunnen in de praktijk de betreffende batenposten niet in rekening worden gebracht, waardoor de uitkomst van de MKBA onjuist wordt.

## Categorisering
De kengetallen die gebruikt worden om de baten van het ecosysteem te berekenen worden ingedeeld in de baten van natuur, water, bodem en landschap. Hierbinnen zijn weer categorieën aan te brengen. De natuur is ingedeeld in loofbos, naaldbos, heide, grasland, riet/ruigte, slik/schor/plaat en strand. Het water wordt ingedeeld in zee, rivier zoet, rivier brak, nevengeul, kanaal, meer, plas en sloot. De bodem wordt ingedeeld in veen, zand, klei en steen. Voor het landschap wordt een fysisch geografische indeling gehanteerd bestaande uit: Heuvelland, Hoogveenlandschap, Kustlandschap, Laagveenlandschap, Rivierenlandschap, Zandgebied, Zeekleilandschap, Zuiderzeegebied, Grote wateren, en het Stedelijk landschap.